# Península de Kanín
La península de Kanín (del ruso: полуостров Кáнин) es una gran península del distrito autónomo de Nenetsia, dependiente del óblast de Arcángel, Rusia. Está situada al noroeste de la Rusia europea, aproximadamente entre los 67-69°N y 43-47°E.
Está rodeada al sur por la bahía de Menzen, al oeste por el mar Blanco, al este la bahía de Chesha y al norte se extiende el mar de Barents. Su extensión es de unos 10.500 km² y su longitud de norte a sur, de unos 300 km. Su vegetación consiste básicamente en musgos y líquenes típicos de la tundra ártica.
En frente de la península se halla la isla Kolgúyev, una isla deshabitada a 75 kilómetros de Kanin. La isla estuvo poblada por los nénets hasta que éstos fueron echados alrededor de 1900.

## Clima
| Parámetros climáticos promedio de Cabo Kanín, Península de Kanín (1981-2010) | Parámetros climáticos promedio de Cabo Kanín, Península de Kanín (1981-2010) | Parámetros climáticos promedio de Cabo Kanín, Península de Kanín (1981-2010) | Parámetros climáticos promedio de Cabo Kanín, Península de Kanín (1981-2010) | Parámetros climáticos promedio de Cabo Kanín, Península de Kanín (1981-2010) | Parámetros climáticos promedio de Cabo Kanín, Península de Kanín (1981-2010) | Parámetros climáticos promedio de Cabo Kanín, Península de Kanín (1981-2010) | Parámetros climáticos promedio de Cabo Kanín, Península de Kanín (1981-2010) | Parámetros climáticos promedio de Cabo Kanín, Península de Kanín (1981-2010) | Parámetros climáticos promedio de Cabo Kanín, Península de Kanín (1981-2010) | Parámetros climáticos promedio de Cabo Kanín, Península de Kanín (1981-2010) | Parámetros climáticos promedio de Cabo Kanín, Península de Kanín (1981-2010) | Parámetros climáticos promedio de Cabo Kanín, Península de Kanín (1981-2010) | Parámetros climáticos promedio de Cabo Kanín, Península de Kanín (1981-2010) |
| Mes                                                                          | Ene.                                                                         | Feb.                                                                         | Mar.                                                                         | Abr.                                                                         | May.                                                                         | Jun.                                                                         | Jul.                                                                         | Ago.                                                                         | Sep.                                                                         | Oct.                                                                         | Nov.                                                                         | Dic.                                                                         | Anual                                                                        |
| ---------------------------------------------------------------------------- | ---------------------------------------------------------------------------- | ---------------------------------------------------------------------------- | ---------------------------------------------------------------------------- | ---------------------------------------------------------------------------- | ---------------------------------------------------------------------------- | ---------------------------------------------------------------------------- | ---------------------------------------------------------------------------- | ---------------------------------------------------------------------------- | ---------------------------------------------------------------------------- | ---------------------------------------------------------------------------- | ---------------------------------------------------------------------------- | ---------------------------------------------------------------------------- | ---------------------------------------------------------------------------- |
| Temp. máx. abs. (°C)                                                         | 4.0                                                                          | 2.9                                                                          | 2.4                                                                          | 9.0                                                                          | 19.7                                                                         | 26.3                                                                         | 30.5                                                                         | 28.1                                                                         | 20.4                                                                         | 12.2                                                                         | 10.5                                                                         | 8.2                                                                          | 30.5                                                                         |
| Temp. máx. media (°C)                                                        | -5.9                                                                         | -6.8                                                                         | -4.8                                                                         | -2.3                                                                         | 1.7                                                                          | 7.9                                                                          | 12.2                                                                         | 10.8                                                                         | 7.9                                                                          | 3.7                                                                          | -0.4                                                                         | -3.2                                                                         | 1.7                                                                          |
| Temp. media (°C)                                                             | -8.3                                                                         | -9.2                                                                         | -7.1                                                                         | -4.5                                                                         | -0.4                                                                         | 4.8                                                                          | 9.0                                                                          | 8.5                                                                          | 6.2                                                                          | 2.3                                                                          | -2.1                                                                         | -5.3                                                                         | -0.5                                                                         |
| Temp. mín. media (°C)                                                        | -10.9                                                                        | -11.8                                                                        | -9.4                                                                         | -6.6                                                                         | -2.1                                                                         | 2.6                                                                          | 6.7                                                                          | 6.7                                                                          | 4.6                                                                          | 0.6                                                                          | -4.1                                                                         | -7.7                                                                         | -2.6                                                                         |
| Temp. mín. abs. (°C)                                                         | -31.7                                                                        | -33.1                                                                        | -29.6                                                                        | -30.6                                                                        | -16.7                                                                        | -6.5                                                                         | -1.9                                                                         | -0.7                                                                         | -3.1                                                                         | -13.4                                                                        | -22.4                                                                        | -30.0                                                                        | -33.1                                                                        |
| Precipitación total (mm)                                                     | 41                                                                           | 30                                                                           | 29                                                                           | 22                                                                           | 22                                                                           | 31                                                                           | 37                                                                           | 46                                                                           | 46                                                                           | 52                                                                           | 40                                                                           | 42                                                                           | 438                                                                          |
| Días de lluvias (≥ 1 mm)                                                     | 1                                                                            | 1                                                                            | 1                                                                            | 2                                                                            | 6                                                                            | 12                                                                           | 15                                                                           | 18                                                                           | 20                                                                           | 16                                                                           | 7                                                                            | 2                                                                            | 101                                                                          |
| Días de nevadas (≥ 1 mm)                                                     | 22                                                                           | 21                                                                           | 21                                                                           | 17                                                                           | 13                                                                           | 5                                                                            | 0.3                                                                          | 0.3                                                                          | 2                                                                            | 15                                                                           | 21                                                                           | 24                                                                           | 161.6                                                                        |
| Horas de sol                                                                 | 3.1                                                                          | 19.8                                                                         | 80.6                                                                         | 153.0                                                                        | 170.5                                                                        | 201.0                                                                        | 229.4                                                                        | 130.2                                                                        | 84.0                                                                         | 37.2                                                                         | 6.0                                                                          | 0.0                                                                          | 1114.8                                                                       |
| Humedad relativa (%)                                                         | 87                                                                           | 88                                                                           | 88                                                                           | 86                                                                           | 86                                                                           | 85                                                                           | 88                                                                           | 89                                                                           | 88                                                                           | 85                                                                           | 86                                                                           | 87                                                                           | 86.9                                                                         |
| Fuente: Погода и климат                                                      |                                                                              |                                                                              |                                                                              |                                                                              |                                                                              |                                                                              |                                                                              |                                                                              |                                                                              |                                                                              |                                                                              |                                                                              |                                                                              |